# Kyōsuke Motomi
Kyōsuke Motomi (jap. 最富キョウスケ Motomi Kyōsuke) – japońska mangaka, której historie były regularnie publikowane w miesięczniku Betsucomi. Jest znana przede wszystkim z mangi Dengeki Daisy, wydawanej w latach 2007 - 2014.

## Twórczość
| Manga                | Magazyn          | Wydawana    |
| -------------------- | ---------------- | ----------- |
| Queen's Quality      | Betsucomi        | od 2015     |
| QQ Sweeper           | Betsucomi        | 2014 – 2015 |
| Dengeki Daisy        | Betsucomi        | 2007 – 2014 |
| Beast Master         | Betsucomi        | 2007        |
| Seishun Survival     | Betsucomi        | 2006        |
| Purikyuu             | Betsucomi        | 2005        |
| BITTER II            | Betsucomi        | 2004        |
| Otokomae! Beads Club | Betsucomi        | 2004        |
| Penguin Prince       | Betsucomi        | 2003        |
| Hetakuso Cupid       | Deluxe Betsucomi | 2002        |